# Mikkel Bødker
Mikkel Bødker (* 16. Dezember 1989 in Brøndby) ist ein ehemaliger dänischer Eishockeyspieler, der im Verlauf seiner aktiven Karriere zwischen 2005 und 2023 unter anderem über 740 Spiele für die Phoenix bzw. Arizona Coyotes, Colorado Avalanche, San Jose Sharks und Ottawa Senators in der National Hockey League (NHL) auf der Position des rechten Flügelstürmers bestritten hat. Sein Bruder Mads war ebenfalls professioneller Eishockeyspieler.

## Karriere

### Jugend
Mikkel Bødker begann seine Karriere als Eishockeyspieler in der Nachwuchsabteilung der Rødovre Mighty Bulls, für deren zweite Mannschaft er in der zweiten dänischen Spielklasse, der 1. Division, in der Saison 2004/05 in einem Spiel auflief, ehe er anschließend im Alter von 15 Jahren nach Schweden zum Frölunda HC wechselte. Dort spielte er einige Spiele für die U18-Mannschaft, absolvierte den Großteil der Saison aber bei den U20-Junioren, wo er mit neun Toren und acht Assists eine gute erste Spielzeit hatte und mit Frölunda bis ins Finale der Play-offs einzog. In der Saison 2006/07 entwickelte er sich schließlich zu einer treibenden Kraft in der Nachwuchsmannschaft von Frölunda und erzielte 49 Scorerpunkte in 39 Spielen. In den Playoffs führte er die Mannschaft zur Junioren-Meisterschaft und war bester Scorer der Endrunde. Zudem absolvierte er in der Saison zwei Spiele bei den Profis in der Elitserien.
Bødker wechselte daraufhin nach Nordamerika, wo er für die Kitchener Rangers, die ihn beim CHL Import Draft 2007 als insgesamt fünften Spieler des Drafts gezogen hatten, in der kanadischen Juniorenliga Ontario Hockey League (OHL) spielte. Auch dort fügte er sich gleich gut ein und war mit 29 Toren und 44 Assist in 62 Spielen zweitbester Scorer seines Teams hinter Justin Azevedo, der die gesamte Liga in Punkten anführte. In den Playoffs zogen die Rangers mit nur einer Niederlage in den ersten drei Runden ins Finale gegen die Belleville Bulls ein, mit denen sie sich eine umkämpfte Finalserie lieferten, aus der sie schließlich als Sieger hervorgingen und den J. Ross Robertson Cup gewannen. Bødker trug dazu in den 20 Playoff-Spielen neun Tore und 26 Torvorlagen bei und lag nur einen Punkt hinter Mannschaftskamerad Azevedo, der zum wertvollsten Spieler ausgezeichnet wurde. Bødker selbst wurde von der OHL ins All-Rookie Team der Saison gewählt. Nach der OHL-Saison nahm er mit den Rangers am Memorial Cup, dem Meisterschaftsturnier der drei großen kanadischen Juniorenligen, teil. Auch hier zog Kitchener bis ins Finale ein, scheiterte dort jedoch an den Spokane Chiefs.

### NHL
Mikkel Bødker wurde in den Ranglisten des NHL Entry Draft 2008 als bester Europäer des Nordamerika-Ranking auf Rang elf geführt und wurde schließlich von den Phoenix Coyotes in der ersten Runde an Position acht ausgewählt. Wenige Monate später im Training Camp der Coyotes konnte er sich bereits im NHL-Kader durchsetzen und erhielt einen Stammplatz. Bereits in seinem zweiten Spiel am 12. Oktober 2008 erzielte er sein erstes Tor in der NHL gegen die Anaheim Ducks. In der Saison 2008/09 erzielte er für Phoenix insgesamt elf Tore und 17 Vorlagen in 78 Spielen. Aufgrund seiner guten Leistungen in seinem Rookiejahr durfte er 2009 am NHL YoungStars Game teilnehmen. In der folgenden Spielzeit verlor der Däne seinen Stammplatz und er kam überwiegend für Phoenix’ Farmteam San Antonio Rampage in der American Hockey League zum Einsatz. In der Saison 2010/11 spielte der Nationalspieler etwa gleich oft für das NHL-Team der Phoenix Coyotes und die San Antonio Rampage aus der AHL. Mit den Coyotes scheiterte er in der ersten Playoff-Runde an den Detroit Red Wings.
Seit der Saison 2011/12 ist der Däne fester Bestandteil des NHL-Kaders bei den Coyotes und absolvierte infolgedessen erstmals alle 82 Partien in der höchsten Spielklasse Nordamerikas. In den Play-offs hatte er mit insgesamt acht Scorerpunkten in 14 Spielen maßgeblichen Anteil am Einzug seiner Mannschaft in das Western-Conference-Finale, wo die Coyotes jedoch in fünf Spielen den Los Angeles Kings unterlagen. Den Lockout zu Beginn der folgenden Spielzeit überbrückte Bødker in der finnischen SM-liiga bei Lukko, ehe er nach Beendigung des Spielerstreikes im Januar 2015 zu den Coyotes zurückkehrte. Im folgenden Jahr spielte der Linksschütze mit 19 Treffern und 32 Torvorlagen seine bisher offensivstärkste Saison in der NHL. Beim 7:4-Erfolg gegen die Edmonton Oilers im Oktober 2014 gelang ihm der erste Hattrick in seiner NHL-Laufbahn.
Nach knapp acht Jahren in der Organisation der Coyotes wurde Bødker im Februar 2016 an die Colorado Avalanche abgegeben. Im Gegenzug wechselten Alex Tanguay, Kyle Wood und Conner Bleackley nach Arizona. In Colorado beendete der Däne die Saison 2015/16, verlängerte seinen auslaufenden Vertrag jedoch nicht, sodass er sich im Juli 2016 als Free Agent den San Jose Sharks anschloss. In der folgenden off-season vertrat er das Team Europa beim World Cup of Hockey 2016 und belegte dort mit der Mannschaft den zweiten Platz. Nach zwei Jahren in San Jose wurde der Däne im Juni 2018 samt Julius Bergman und einem Sechstrunden-Wahlrecht für den NHL Entry Draft 2020 zu den Ottawa Senators transferiert, während die Sharks dafür Mike Hoffman, Cody Donaghey und ein Fünftrunden-Wahlrecht im gleichen Draft erhielten. Zudem wurde Hoffman im Zuge dessen im Tausch für weitere Draft-Wahlrechte an die Florida Panthers abgegeben.

### Rückkehr nach Europa
Im Mai 2020 gab der HC Lugano bekannt, Bødker mit einem Zweijahresvertrag für die Spielzeiten 2020/21 und 2021/22 ausgestattet zu haben. Zum Zeitpunkt der Unterzeichnung war noch unklar, ob die aufgrund der Pandemie des Coronavirus unterbrochene NHL-Saison 2019/20 fortgesetzt würde. Der Däne erfüllte schließlich den mit Lugano geschlossenen Vertrag, ehe er im Juni 2022 für eine Spielzeit zum HV71 in die Svenska Hockeyligan (SHL) wechselte, ehe er im Mai 2023 im Alter von 33 Jahren das Ende seiner aktiven Karriere bekannt gab.

## Erfolge und Auszeichnungen
| - 2007 Schwedischer U20-Juniorenmeister mit Frölunda HC - 2008 Teilnahme am CHL Top Prospects Game - 2008 J.-Ross-Robertson-Cup-Gewinn mit den Kitchener Rangers | - 2008 OHL All-Rookie Team - 2009 Teilnahme am NHL YoungStars Game - 2012 SM-liiga-Spieler des Monats November |

### International
| - 2007 Aufstieg in die Top-Division bei der U18-Junioren-Weltmeisterschaft der Division I - 2007 Topscorer der U18-Junioren-Weltmeisterschaft der Division I, Gruppe B - 2007 Bester Vorlagengeber der U18-Junioren-Weltmeisterschaft der Division I, Gruppe B | - 2007 Aufstieg in die Top-Division bei der U20-Junioren-Weltmeisterschaft der Division I - 2016 Zweiter Platz beim World Cup of Hockey |

## Karrierestatistik

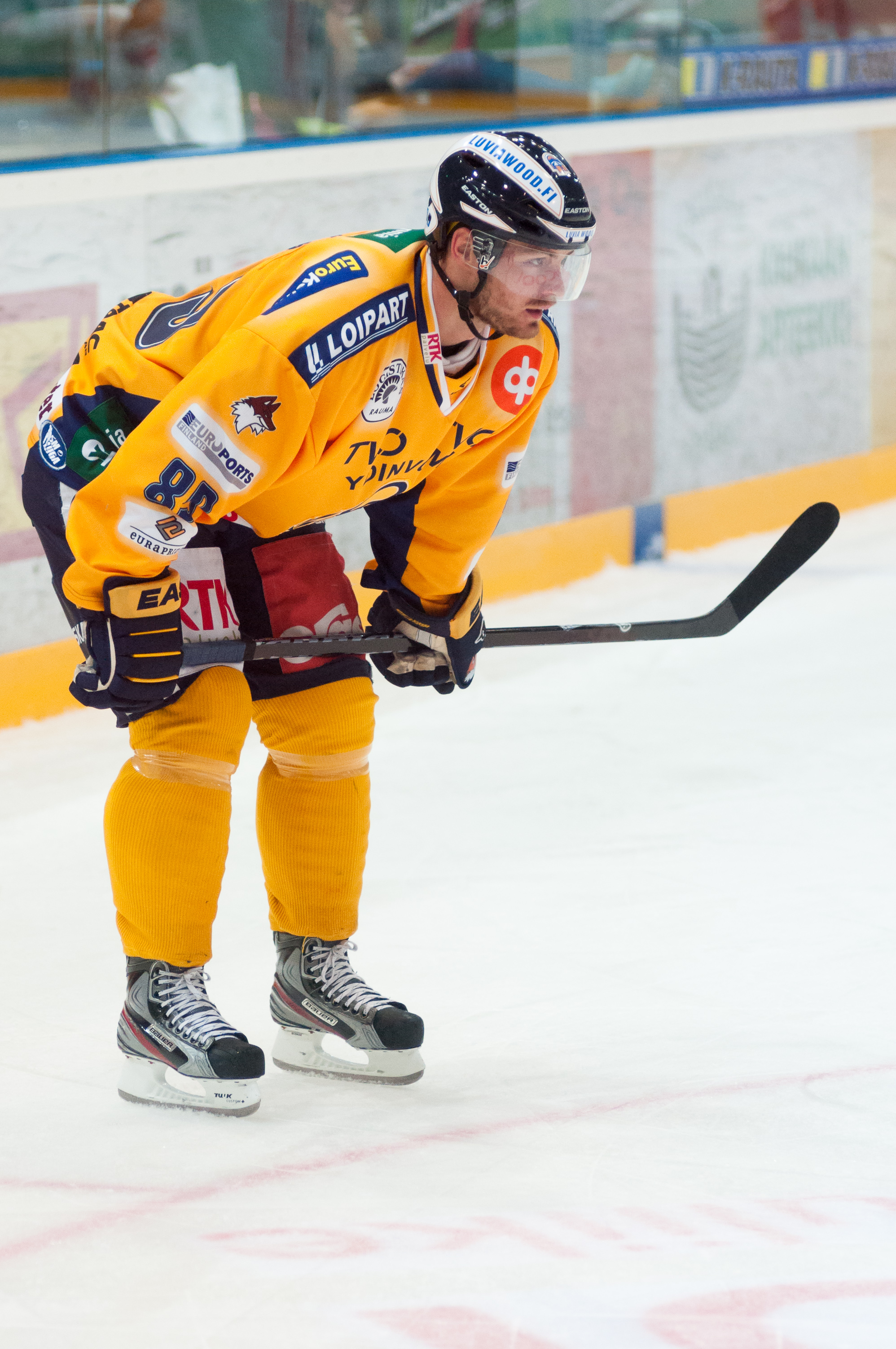
Bødker im Trikot von Rauman Lukko (2012)

### International
| Vertrat Dänemark bei: - U18-Junioren-Weltmeisterschaft 2005 - U20-Junioren-Weltmeisterschaft der Division I 2006 - U18-Junioren-Weltmeisterschaft der Division I 2006 - U20-Junioren-Weltmeisterschaft der Division I 2007 - U18-Junioren-Weltmeisterschaft der Division I 2007 - U20-Junioren-Weltmeisterschaft 2008 - Weltmeisterschaft 2009 - Weltmeisterschaft 2011 | - Weltmeisterschaft 2013 - Weltmeisterschaft 2014 - Weltmeisterschaft 2018 - Weltmeisterschaft 2019 - Weltmeisterschaft 2021 - Qualifikationsturnier für die Olympischen Winterspiele 2022 - Olympischen Winterspielen 2022 - Weltmeisterschaft 2023 | Vertrat Team Europa bei: - World Cup of Hockey 2016 |

(Legende zur Spielerstatistik: Sp oder GP = absolvierte Spiele; T oder G = erzielte Tore; V oder A = erzielte Assists; Pkt oder Pts = erzielte Scorerpunkte; SM oder PIM = erhaltene Strafminuten; +/− = Plus/Minus-Bilanz; PP = erzielte Überzahltore; SH = erzielte Unterzahltore; GW = erzielte Siegtore; 1 Play-downs/Relegation; Kursiv: Statistik nicht vollständig)